# Jan & Dean
Jan & Dean was een Amerikaans surfmuziekduo uit de jaren eind 50/begin 60, bestaande uit Jan Berry (Los Angeles, 3 april 1941 – 26 maart 2004) en Dean Torrence (Los Angeles, 10 maart 1940). In het begin van de jaren 1960 waren ze pioniers van de California Sound en vocale surfmuziekstijlen, die door The Beach Boys populair werden gemaakt.
Een van hun meest succesvolle nummers was Surf City, dat geschreven werd door Brian Wilson uit 1963, het eerste surfnummer ooit dat de nummer 1-plek bereikte. Hun andere top 10-singles waren Drag City (1963), Dead Man's Curve (1964, opgenomen in de Grammy Hall of Fame in 2008) en The Little Old Lady from Pasadena (1964).
In 1972 won Torrence de Grammy Award voor «Best Album Cover» voor het eerste gelijknamige album van de psychedelische rockband Pollution uit 1971 en werd hij nog drie keer genomineerd in dezelfde categorie voor albums van The Nitty Gritty Dirt Band. In 2013 werd Torrence's ontwerpbijdrage van de cd In Concert van de Surf City Allstars onderscheiden met een Silver Award of Distinction bij de Communicator Awards-competitie.

## Vroege levens
William Jan Berry (3 april 1941 - 26 maart 2004) werd geboren in Los Angeles als zoon van Clara Lorentze Mustad (2 september 1919, Bergen - 9 juli 2009) en luchtvaartingenieur William L. Berry (7 december 1909, New York - 19 december 2004, Camarillo, Californië). Hij groeide op in Bel Air.
De vader van Jan werkte voor Howard Hughes als projectmanager van de Hughes H-4 Hercules ('Spruce Goose') en vloog op zijn enige vlucht met Hughes.
Dean Ormsby Torrence (geboren 10 maart 1940) werd geboren in Los Angeles als zoon van Natalie Ormsby (10 april 1911 - 10 augustus 2008) en Maurice Dean Torrence (5 december 1907 - 16 november 1997). Zijn vader Maurice was afgestudeerd aan de Stanford University en was salesmanager bij de Wilshire Oil Company.
Berry en Torrence ontmoetten elkaar toen ze beiden student waren aan de Emerson Junior High School in Westwood en beiden zaten in het voetbalteam van de school. In 1957 waren ze studenten in de klas van 1958 op de nabijgelegen University High School, waar ze opnieuw allebei in het voetbalteam The Warriors van de school zaten. Berry en Torrence hadden aangrenzende kluisjes en na de voetbaltraining begonnen ze samen te harmoniseren onder de douches met verschillende andere voetballers, waaronder toekomstige acteur James Brolin. Als studenten traden ze al op onder de naam The Barons. Jan Berry had samen met Arnie Ginsburg (als Jan & Arnie) in 1958 een hit met Jennie Lee, terwijl Dean Torrence zijn militaire dienstplicht vervulde.

## Carrière

### The Barons
Om deel te nemen aan een talentenjacht op de University High School, hielpen Berry en Torrence bij het formeren van een doowop-groep die bekend stond als The Barons (genoemd naar de Hi-Y-club van hun middelbare school, waarvan ze lid waren), die was samengesteld uit de medestudenten William 'Chuck' Steele (zanger), Arnold P. 'Arnie' Ginsburg (1e tenor), Wallace S. Wally Yagi (2e tenor), John 'Sagi' Seligman (2e tenor) met Berry die bas zong en Torrence die een falsetstem toevoegde. Tijdens de korte duur speelde Sandy Nelson, de buurman van Torrence, drums en de toekomstige Beach Boy Bruce Johnston zong en speelde af en toe piano. The Barons repeteerden uren in de garage van Berry's ouders, waar Berry's vader een buffetpiano en twee tweesporen Ampex reel-to-reel bandrecorders beschikbaar stelde.
In 1958 traden The Barons op tijdens de talentenjacht op de University High School, met eigentijdse hits als Get a Job, Rock and Roll Is Here to Stay en Short Shorts. Na de wedstrijd verlieten verschillende leden The Barons en lieten alleen Berry en Torrence achter, die probeerden hun eigen liedjes te schrijven.

### Als Jan & Arnie
Na te zijn geïnspireerd door een poster met de lokale Hollywood-burlesque-artieste Virginia Lee Hicks, die toen optrad als de 'Bazoom Girl' Jennie Lee in de New Follies Burlesk in Los Angeles, schreef Ginsburg het eerbetoonlied Jennie Lee, dat hij naar Berry en Torrence bracht. Berry paste het deuntje Aura Lea uit de Amerikaanse Burgeroorlog aan en arrangeerde de harmonieën. Na weken van oefenen waren Berry, Ginsburg en Torrence van plan om een demo-opname te maken in Berry's garage, maar Torrence werd ingelijfd bij de United States Army Reserve, waardoor Berry en Ginsburg gedwongen werden Jennie Lee op te nemen zonder Torrence, met Berry's vriend en medestudent Donald J. Altfeld. De volgende dag bracht Berry hun opname naar de kleine opnamestudio Radio Recorders om deze op een acetaatschijf te laten zetten. Joe Lubin, vicepresident en A&R-hoofd van Arwin Records, was onder de indruk en bood aan om instrumenten toe te voegen en uit te brengen via Arwin.
In maart 1958 tekenden de vaders van Berry en Ginsburg contracten die Lubin toestemming gaven om hun zonen te produceren, te arrangeren en te managen.
Geproduceerd door Lubin en ondersteund met Gotta Get a Date (toegeschreven aan Ginsburg, Berry & Lubin), werd Jenny Lee een verrassend commercieel succes. Gedistribueerd door Dot Records werd Jennie Lee medio april uitgebracht en kwam in de hitlijsten op 10 mei 1958, dezelfde dag dat ze bij The Dick Clark Show van ABC verschenen. Jennie Lee piekte op nummer 3 in de Cashbox-hitlijst op 21 juni 1958, nummer 4 in de r&b-hitlijst en nummer 8 in de Billboard Hot 100 op 30 juni 1958. De r&b-cover van Jennie Lee van Billy Ward & his Dominoes bereikte in juni 1958 nummer 55 in de pop-hitlijsten, terwijl andere covers, waaronder die van Moon Mullican en Bobby Phillips & the Toppers, ook uitgebracht in 1958, zich niet plaatsten in de hitlijst.
In juli 1958 brachten Jan & Arnie hun tweede single Gas Money uit, ondersteund door Bonnie Lou, beide geschreven door Berry, Ginsburg en Altfeld. Net als Jennie Lee bevatte Gas Money een paar elementen van wat later surfmuziek zou worden. Het kwam de Billboard-hitlijsten binnen op 24 augustus 1958 en piekte een week later op nummer 81. Jan & Arnie waren een prominente act op de Summer Dance Party die in juli 1958 toerde langs de Amerikaanse oostkust, inclusief Pennsylvania, Massachusetts en Connecticut. Tegen het einde van de maand reisden ze naar Manhattan om te verschijnen in The Dick Clark Show.
Op 24 augustus 1958 speelden Jan & Arnie in een liveshow, georganiseerd door Dick Clark met Bobby Darin, The Champs, Sheb Wooley, The Blossoms, The Six Teens, Jerry Wallace, Jack Jones, Rod McKuen en het Ernie Freeman Orchestra voor bijna 12.000 fans bij de eerste rock-'n-roll-show ooit gehouden in de Hollywood Bowl.
Op 6 september 1958 werd Jan & Arnie's derde en laatste single The Beat That Can't Be Beat uitgebracht, ondersteund met I Love Linda, opnieuw gecomponeerd door het team van Berry, Ginsburg en Altfeld. Deze single haalde het echter niet, deels door een gebrek aan distributie. Op 19 oktober 1958 voerden Jan & Arnie The Beat That Can't Be Beat uit in de Jack Benny Show van CBS.
Arnie Ginsburg nam een eenmalige single op met de band The Rituals bij het Arwin-label. De single Girl in Zanzibar / Guitarro werd uitgebracht op vinyl in januari 1959, voorafgaand aan de eerste single Baby Talk van Jan & Dean, uitgebracht in mei 1959. Behalve Arnie, bevatte de single Richard Podolor op gitaar, Sandy Nelson op drums, Bruce Johnston op piano, Dave Shostac op sax, Harper Cosby op bas en Mike Deasy op gitaar. Het is onduidelijk of de eigenlijke single voor het grote publiek is uitgebracht, maar er zijn verschillende promotie-exemplaren die op vinyl zijn geperst.
Tegen het einde van het jaar, toen Torrence zijn periode van zes maanden in Fort Ord had voltooid, was Ginsburg teleurgesteld geraakt in de muziekbusiness. Ginsburg schreef zich in aan de School of Architecture and Design aan de University of Southern California en studeerde in 1966 af op het gebied van productontwerp. Na zijn afstuderen werkte Ginsburg voor verschillende bekende architecten in Los Angeles, waaronder Charles Eames, en in december 1973 kreeg hij een Amerikaans patent voor een door hem ontworpen tafel.
Ginsburg verhuisde in 1975 naar Santa Barbara, waar hij werkte als architectonisch ontwerper met het ontwerpen van het innovatieve Ginsburg House. In september 1976 kregen Ginsburg en Michael W. O'Neill een patent op een draagbare slagkooi.

### 1959-1962: vroege records
Nadat Torrence terugkeerde van een verplichte periode van zes maanden in het Amerikaanse reserveleger, begonnen Berry en Torrence muziek te maken als Jan & Dean. Met de hulp van platenproducenten Herb Alpert en Lou Adler scoorden Jan & Dean een nummer 10-hit bij het Dore-label met Baby Talk (1959) (dat ten onrechte werd bestempeld als Jan & Arnie toen het aanvankelijk werd uitgebracht), waarna ze vervolgens een reeks hits in de daaropvolgende jaren hadden. Ze speelden op lokale locaties, ontmoetten en traden op met The Beach Boys en ontdekten de aantrekkingskracht van het surfgeluid van laatstgenoemden. Tegen die tijd schreef, arrangeerde en produceerde Berry al het oorspronkelijke materiaal van Jan & Dean.
Gedurende deze tijd co-schreef of arrangeerde en produceerde Berry liedjes voor andere artiesten buiten Jan & Dean, waaronder The Angels (I Adore Him, Top 30), The Gents, The Matadors (Sinners), Pixie (niet uitgebracht), Jill Gibson, Shelley Fabares, Deane Hawley, The Rip Chords (Three Window Coupe, Top 30), Johnny Crawford en anderen.
In tegenstelling tot de meeste andere rock-'n-roll-acts uit die periode, besteedden Jan & Dean niet hun volledige aandacht aan muziek. Jan en Dean waren universiteitsstudenten, die hun studie voortzetten terwijl ze muziek schreven en opnamen en daarnaast ook nog in het openbaar optraden. Torrence studeerde reclameontwerp aan de architectuurschool van het USC, waar hij ook lid was van de Phi Sigma Kappa-broederschap. Berry volgde natuur- en muzieklessen aan de UCLA, werd lid van de Phi Gamma Delta-broederschap en ging in 1963 naar het California College of Medicine (nu de UC Irvine School of Medicine).

### 1963-1966: de topjaren
Jan & Dean bereikten hun commerciële hoogtepunt in 1963 en 1964, nadat ze Brian Wilson ontmoetten. Het duo scoorde zestien Top 40-hits in de hitlijsten van Billboard en Cashbox, met in totaal zesentwintig hits over een periode van acht jaar (1959-1966). Berry en Wilson werkten samen aan ongeveer een dozijn hits en albumversies voor Jan & Dean, waaronder Surf City, mede geschreven door Jan Berry en Brian Wilson (#1, 1963). Daaropvolgende top 10-hits waren onder meer Drag City (#10, 1964), het griezelig onheilspellende Dead Man's Curve (#8, 1964) en The Little Old Lady from Pasadena (#3, 1964).
In 1964, op het hoogtepunt van hun roem, presenteerden en traden Jan & Dean op in The T.A.M.I. Show, een historische concertfilm geregisseerd door Steve Binder. De film bevatte ook acts als The Rolling Stones, Chuck Berry, Gerry & the Pacemakers, James Brown, Billy J. Kramer & the Dakotas, Marvin Gaye, The Supremes, Lesley Gore, Smokey Robinson & the Miracles en The Beach Boys. Ook in 1964 voerde het duo het titelnummer uit voor de film Ride the Wild Surf van Columbia Pictures met in de hoofdrollen Fabian Forte, Tab Hunter, Peter Brown, Shelley Fabares en Barbara Eden. Het lied, geschreven door Jan Berry, Brian Wilson en Roger Christian, was een nationale Top 20-hit. Het paar zou ook in de film verschijnen, maar hun rollen werden afgebroken na hun vriendschap met Barry Keenan, die de ontvoering van Frank Sinatra jr. had bedacht.
Jan & Dean filmden ook de twee onuitgebrachte televisiepilots Surf Scene in 1963 en On the Run in 1966. Hun speelfilm Easy Come, Easy Go voor Paramount Pictures werd geannuleerd toen Berry, evenals de regisseur van de film en andere bemanningsleden, ernstig gewond raakte bij een spoorwegongeval tijdens het opnemen van de film in Chatsworth, Californië in augustus 1965.
Na de surfrage scoorden Jan & Dean in 1965 de twee Top-30-hits You Really Know How to Hurt a Guy, die nummer 27 bereikte en I Found a Girl op nummer 30, de laatste van het album Folk 'n Roll. Tijdens deze periode begonnen ze ook te experimenteren met de allernieuwste komische concepten zoals de oorspronkelijke (niet uitgebrachte) Filet of Soul en Jan & Dean Meet Batman. Op de albumhoes van de eerste is Berry te zien met zijn been in het gips als gevolg van het ongeluk tijdens het filmen van Easy Come, Easy Go.

### 1966-1968: Berry's auto-ongeluk
Op 12 april 1966 kreeg Berry ernstig hoofdletsel bij een auto-ongeluk op Whittier Drive, op korte afstand van Dead Man's Curve in Beverly Hills, Californië, twee jaar nadat het nummer een hit was geworden. Hij was op weg naar een zakelijke bijeenkomst toen hij met zijn Corvette tegen een geparkeerde vrachtwagen botste op Whittier Drive, vlak bij de kruising van Sunset Boulevard, in Beverly Hills. Hij was ook al zeven jaar gescheiden van zijn vriendin, zangeres/artieste Jill Gibson, later een korte tijd lid van The Mamas and the Papas, die ook verschillende nummers met hem had geschreven. Berry lag meer dan twee maanden in coma en werd wakker op de ochtend van 16 juni.
Berry herstelde van hersenbeschadiging en gedeeltelijke verlamming. Hij kon zijn rechterarm beperkt gebruiken en moest met zijn linkerhand leren schrijven en opnieuw leren lopen.
In afwezigheid van Berry bracht Torrence verschillende singles uit bij J&D Record Co en nam in 1966 het conceptalbum Save for a Rainy Day op met alle liedjes met een regenthema. Torrence poseerde met Berry's broer Ken voor de albumhoesfoto's.
Naast zijn studiowerk werd Torrence een grafisch kunstenaar, startte zijn eigen bedrijf Kittyhawk Graphics en ontwierp en maakte albumhoezen en logo's voor andere muzikanten en artiesten, waaronder Harry Nilsson, Steve Martin, The Nitty Gritty Dirt Band, Dennis Wilson, Bruce Johnston, The Beach Boys, Diana Ross & the Supremes, Linda Ronstadt, Canned Heat, The Ventures en vele anderen. Torrence (met Gene Brownell) won in 1971 een Grammy Award voor «Album Cover of the Year» voor het album Pollution by Pollution bij Prophesy Records.
Berry keerde in april 1967 terug naar de studio, bijna een jaar na zijn ongeluk. In samenwerking met Alan Wolfson begon hij weer muziek te schrijven en te produceren. In december 1967 tekenden Jan en Dean een overeenkomst met Warner Bros. Records. Warner bracht drie singles uit onder de naam Jan and Dean, maar een door Berry geproduceerd album uit 1968 voor Warner Bros., het psychedelische Carnival of Sound, bleef onuitgebracht tot februari 2010, toen het label Handmade van Rhino Records cd en vinyl-compilaties uitbracht van alle nummers die zijn opgenomen voor Carnival, samen met verschillende scenes en remixes van het project.

### Latere jaren
In 1971 brachten Jan & Dean het album Jan & Dean Anthology Album uit onder het label United Artists Records. Het album bevatte veel van hun tophits, te beginnen met Jennie Lee uit 1958 en eindigend met Vegetables uit 1968.
Berry begon opnieuw te zingen in de vroege jaren 1970, toerde met zijn Aloha-band, terwijl Dean begon op te treden met de band Papa Doo Run Run.
Op 26 augustus 1973 zou Torrence verschijnen in het Hollywood Palladium als onderdeel van de Surfer's Stomp-reünie van Jim Pewter. Torrence had onlangs een aantal Jan & Dean-nummers uitgebracht met nieuwe zangpartijen van Bruce Johnston (van The Beach Boys) en producent Terry Melcher onder de naam Legendary Masked Surfers. Torrence regelde met Berry om samen met hem lip-synchronisatie op het podium te doen bij een vooraf opgenomen nummer. De twee verwachtten dat het publiek zou weten dat het een bandopname was en ze besloten er tijdens het optreden luchtig over te doen. Die avond maakten ze grapjes en stopten met lip-synchronisatie op het podium terwijl de muziek doorging, maar het publiek werd boos en begon te joelen. Het eerste liveoptreden van het duo na Berry's ongeluk vond plaats in de Palomino Nightclub in North Hollywood op 5 juni 1976, tien jaar na het ongeluk, als gasten van Disneyland stamgasten Papa Doo Run Run. Hun eerste echte multisong concert aangekondigd als Jan & Dean vond plaats in 1978 in New York in het Palladium als onderdeel van de Murray the K Brooklyn Fox Reunion Show. Dit werd gevolgd door een handvol East Coast-shows als gasten van hun oude vrienden The Beach Boys. Vier landelijke Jan & Dean headliner-tournees volgden tot 1980. Berry leed nog steeds aan de gevolgen van zijn ongeval in 1966, met gedeeltelijke verlamming en afasie.
Het duo beleefde een heropleving nadat het artikel Road back from Deadman's Curve van Paul Morantz in 1974 in Rolling Stone verscheen, waarin hij het stuk schreef nadat hij veel tijd had doorgebracht met de twee zangers, hun families, artsen en medewerkers. Morantz legde het verhaal eerst voor aan Playboy, die het bij Rolling Stone aanprees. Vervolgens schreef hij een filmbehandeling van zijn verhaal die werd gekocht door CBS.
Op 3 februari 1978 zond CBS de voor tv gemaakte film Deadman's Curve uit over het duo. In de biopic speelde Richard Hatch als Jan Berry en Bruce Davison als Dean Torrence, met gastoptredens van Dick Clark, Wolfman Jack, Mike Love van The Beach Boys en Bruce Johnston (die op dat moment tijdelijk uit The Beach Boys was), als evenals Berry zelf. Tegen het einde van de film zit hij in het publiek, terwijl hij zichzelf (Richard Hatch) op het podium ziet optreden. De rol van Jan & Deans band werd gespeeld door Papa Doo Run Run, waaronder Mark Ward en Jim Armstrong, die later Jan & Dean en The Bel-Air Bandits vormden. Johnston en Berry kenden elkaar al sinds de middelbare school en hadden samen muziek gespeeld in Berry's garage in Bel Air - lang voordat Jan & Dean of The Beach Boys werden geformeerd. Na de publicatie van de film maakte het duo dat jaar stappen in de richting van een officiële comeback, waaronder toeren met The Beach Boys en optredens met Papa Doo Run Run op de Cupertino High School. In Nederland leverde de vertoning op televisie van de film door Veronica in augustus 1979 hen een enorme hit op van de opnieuw opgenomen Surf City en Deadman's Curve-nummers als een dubbel a-zijdige singlepublicatie en een gouden oude plaat met The Little Old Lady From Pasadena als keerzijde, maar bereikte een lagere positie in de hitlijsten. In het begin van de jaren 1980 vertrok Papa Doo Run Run om andere optredens en opname-ondernemingen te verkennen. Berry worstelde met het overwinnen van zijn drugsverslaving. In 1979 had Berry meer dan 100 concerten van Jan & Dean-nummers uitgevoerd met Randy Ruff uit Hawaï. Torrence toerde ook kort als Mike & Dean met Mike Love van The Beach Boys. Later werd het duo voorgoed herenigd.
Jan en Dean bleven in de jaren 1980, 1990 en in het nieuwe millennium in hun eentje toeren met nostalgie uit de jaren 1960 die hen een bereidwillig publiek bezorgde, met headliners voor oldieshows in heel Noord-Amerika. Sundazed Records bracht in 1996 Save for a Rainy Day van Torrence opnieuw uit in cd- en vinylformaten, evenals de vinyl 45 toeren begeleidende verzamel-ep Sounds For A Rainy Day met vier instrumentale versies van de nummers van het album.
Tussen de jaren 1970 en aanvang jaren 2000 bracht Torrence een aantal heropnamen uit van klassieke hits van Jan & Dean en The Beach Boys. Het dubbelalbum One Summer Night / Live werd in 1982 uitgegeven door Rhino Records. Torrence bracht in 1985 het album Silver Summer uit met de hulp van Mike Love voor het 25-jarig jubileum van Jan & Dean. Silver Summer werd officieel uitgebracht als een Jan & Dean-album, maar geeft Berry ten onrechte de eer als co-producent en zanger. Berry heeft niet bijgedragen aan het album. Torrence nam met Berry deel aan Port to Paradise, uitgebracht in 1986 als cassette bij J&D Records. In 1997, na vele jaren van hard werken, bracht Berry het soloalbum Second Wave uit bij One Way Records. Op 11 juni 2002 bracht Torrence het soloalbum Anthology: Legendary Masked Surfer Unmasked uit.

## Het overlijden van Berry
De carrière van Jan & Dean eindigde samen met het overlijden van Jan Berry op 26 maart 2004, nadat hij acht dagen voor zijn 63e verjaardag een aanval kreeg. Jan Berry was orgaandonor en zijn lichaam werd gecremeerd. Op 18 april werd een Celebration of Life gehouden ter nagedachtenis van Berry in het Roxy Theatre op de Sunset Strip in West Hollywood, Californië. Onder de aanwezigen waren Torrence, Lou Adler, Jill Gibson en Nancy Sinatra, evenals vele familieleden, vrienden en muzikanten die verbonden zijn met Jan & Dean en The Beach Boys, waaronder de oorspronkelijke leden van Papa Doo Run Run.
In februari 2010 verscheen het Jan & Dean album Carnival of Sound bij Rhino Handmade. De albumhoes is ontworpen door Torrence. Samen met de cd was er een beperkte oplage (1500 exemplaren), inclusief een lp met 10 nummers. Het album werd in april 2010 in Europa uitgebracht in zijn oorspronkelijke Amerikaanse vorm.
In 2012 herenigde Torrence zich met Bruce Davison, die hem portretteerde in de film Deadman's Curve uit 1978, om op te treden met de Bamboo Trading Company op hun album From Kitty Hawk To Surf City. De nummers waren Shrewd Awakening en Tonga Hut, dat te horen was in de film Return of the Killer Shrews, een vervolg op de film The Killer Shrews uit 1959 en ook Tweet (Don't Talk Anymore), Drinkin' In the Sunshine en Star Of The Beach. Het album bevat ook de twee dochters van Dean, Jillian en Katie Torrence. Torrence en zijn twee dochters waren te zien in de videoclip van Shrewd Awakening.
Na de dood van Berry begon Torrence af en toe te toeren met de Surf City All-Stars. Hij fungeert als woordvoerder van de stad Huntington Beach, Californië, die mede dankzij zijn inspanningen, nationaal wordt erkend als Surf City USA. De website van Torrence bevat onder andere zeldzame afbeeldingen, een volledige discografie van Jan & Dean, een biografie en een tijdlijn van zijn carrière bij collega Jan Berry. Hij woont momenteel in Huntington Beach, Californië, met zijn vrouw en twee dochters.

## Nalatenschap
In 1964 kregen Jan en Dean een contract om gastheer te zijn van wat de eerste rock-'n-rollshow met meerdere acts zou worden die werd bewerkt tot een film die was ontworpen voor brede verspreiding. The T.A.M.I. Show werd een baanbrekende en originele productie (in wezen een van de eerste rockvideo's) bij het uitbrengen in 1964. Met behulp van een videobandproces met hoge resolutie genaamd Electronovision (rechtstreeks van de televisie overgebracht naar 35 mm-filmmateriaal als een kinescoop), met nieuwe geluidsopname technieken en met een opmerkelijke bezetting, zette The T.A.M.I. Show de standaard voor al het volgende muziekfilm- en videowerk, waaronder veel van de vroege video's die 17 jaar later door MTV werden getoond. De revolutionaire technische prestaties van The T.A.M.I. Show en de lijst met artiesten (inclusief een optreden van James Brown dat door veel critici het beste uit zijn carrière wordt genoemd) markeerden een hoogtepunt voor Jan & Dean, aangezien zij de gastheren waren en ook een van de belangrijkste acts. Ze werden een van de belangrijkste gezichten van de muziek uit het midden van de jaren 1960, tot Berry's auto-ongeluk twee jaar later, dankzij hun verschijnen in The T.A.M.I. Show.
Volgens rockcriticus Dave Marsh kunnen de houding en het publieke karakter van punkrock worden herleid tot Jan & Dean.
Brian Wilson heeft Berry aangehaald als iemand die een directe invloed heeft gehad op zijn eigen groei als platenproducent.
In een interview uitgevoerd door Jan & Dean-fan en historicus David Beard voor de Collectors' Choice-publicatie Jan & Dean, The Complete Liberty Singles verklaarde Dean Torrence dat hij vond dat het duo in de Rock & Roll Hall of Fame zou moeten staan. Jan & Dean werden echter opgenomen in de Hollywood Rock Walk of Fame op 12 april 1996, precies 30 jaar nadat Jan Berry zijn bijna fatale auto-ongeluk had gehad.
The Who coverde Bucket T van Jan & Dean op hun Britse ep Ready Steady Who uit 1966. Het is een van de weinige nummers die de band uitvoerde waarbij surffan Keith Moon de leadzang verzorgde.
Alternatieve rockband The Red Hot Chili Peppers verwezen naar het duo in hun nummer Did I Let You Know op het album I'm with You.

## Privéleven en overlijden
Op 31 augustus 1991 trouwde Berry in in het Stardust Convention Center in Las Vegas met Gertie Filip en Torrence was zijn getuige. De gezamenlijke carrière van Jan en Dean eindigde met de dood van Berry in maart 2004 op 62-jarige leeftijd.

## Discografie

### Singles
Als Jan & Arnie
- 1958: Jennie Lee
- 1958: Gas Money
- 1958: The Beat That Can't Be Beat
- 1960: Jennie Lee

Als Jan & Dean
- 1959: Baby Talk
- 1959: There's A Girl
- 1959: Clementine
- 1960: White Tennis Sneakers
- 1960: We Go Together
- 1960: Gee
- 1961: Judy's An Angel
- 1961: Don't Fly Away
- 1961: Heart and Soul
- 1961: Wanted, One Girl
- 1961: A Sunday Kind Of Love
- 1962: Tennessee
- 1962: My Favorite Dream
- 1962: Frosty the Snowman
- 1963: Linda
- 1963: Surf City
- 1963: Honolulu Lulu
- 1963: Drag City
- 1964: Dead Man's Curve/The New Girl In School
- 1964: The Little Old Lady From Pasadena
- 1964: Ride The Wild Surf
- 1964: Sidewalk Surfin'
- 1965: (Here They Come) From All Over The World
- 1965: You Really Know How To Hurt A Guy
- 1965: It's A Shame To Say Goodbye
- 1965: I Found a Girl
- 1965: Beginning From An End
- 1966: Norwegian Wood
- 1966: Batman!
- 1966: Popsicle
- 1966: Fiddle Around
- 1966: School Days
- 1966: Summertime, Summertime
- 1966: Like A Summer Rain
- 1967: Yellow Balloon
- 1967: Hawaii
- 1967: Fan Tan
- 1967: Vegetables
- 1967: Only A Boy
- 1968: I Know My Mind
- 1968: Girl, You're Blowing My Mind
- 1972: Jennie Lee
- 1973: Gonna Hustle You
- 1973: Summer Means Fun
- 1975: Fun City
- 1976: Sidewalk Surfin'
- 1982: Ocean Park Angel
- 1987: Oh What A Beautiful Morning

Als Jan Berry (solo)
- 1960: Tomorrows Teardrops/My Midsummers Night Dream
- 1965: Universal Coward/I Can't Wait To Love You
- 1972: Mother Earth/Blue Moon Shuffle
- 1973: Blue Moon Shuffle/Don't You Just Know It
- 1974: Tinsel Town (Hitch-A-Ride To Hollywood)/Blow Up Music
- 1976: Sing Sang A Song/Sing Sang A Song (singalong-versie)
- 1977: Little Queenie/That's The Way It Is
- 1978: Skateboard Surfin' USA/How-How I Love Her
- 1984: Rock City/Its Gotta Be True

Als Dean Torrence (solo)
- 1965: Summertime Summertime/Theme From Leon's Garage
- 1982: Da Doo Ron Ron/Baby Talk
- 2014: The Bamboo Trading Company digital EP — Shrewd Awakening [leadvocal met Katie & Jillian Torrence]/Tonga Hut [intro en backing vocal]
- 2014: The Bamboo Trading Company digital EP — Star Of The Beach [leadvocal]/Drinkin' In The Sunshine [backing vocal]/Tweet (Don't Talk Anymore) [leadvocal]

### Albums
- 1960: The Jan & Dean Sound
- 1962: Jan & Dean's Golden Hits
- 1963: Jan & Dean Take Linda Surfin'
- 1963: Surf City (and Other Swingin' Cities)
- 1963: Drag City
- 1964: Dead Man's Curve / The New Girl In School
- 1964: Ride the Wild Surf
- 1964: The Little Old Lady from Pasadena
- 1965: Command Performance - Live in Person
- 1965: Jan & Dean's Pop Symphony No. 1 (in 12 Hit Movements)
- 1965: Jan & Dean Golden Hits Volume 2
- 1965: Folk 'N Roll
- 1966: Jan & Dean Meet Batman
- 1966: Popsicle
- 1966: Jan & Dean Golden Hits, Volume Three
- 1966: Save for a Rainy Day
- 1968: Carnival of Sound
- 1971: Jan & Dean Anthology Album
- 1974: Gotta Take That One Last Ride
- 1982: One Summer Night/Live
- 1985: Silver Summer
- 1986: Port to Paradise
- 1996: Save for a Rainy Day
- 2001: Live In Concert: Surf City
- 2010: Carnival of Sound

### Soloalbums
Jan Berry album
- 2004: Second Wave

Dean Torrence solo projecten
- 1983: Rock 'N' Roll City
- 2002: Anthology: Legendary Masked Surfer Unmasked
- 2013: The Bamboo Trading Company - From Kitty Hawk To Surf City